# Gerd-Heinz Stevens
Gerd-Heinz Stevens (* 1957 in Rees-Millingen) ist ein deutscher Musikwissenschaftler, Komponist und Kirchenmusiker.

## Leben
Stevens wuchs im niederrheinischen Mehrhoog auf und besuchte bis zum Abitur das Collegium Augustinianum Gaesdonck bei Goch. Anschließend studierte er Musikwissenschaft, Niederländisch, Volkskunde und Katholische Theologie in Köln, Münster und Leuven (Belgien) und promovierte 1983 über Das Wunderkind in der Musikgeschichte.
Er war als Kirchenmusiker unter anderem in Münster, Stuttgart, Köln, Berlin und Bottrop tätig.
In Bottrop gründete er 1989 das Festival Orgel PLUS, das er seitdem leitet. Das Festival brachte zum Beispiel Werke von Sir Malcolm Arnold, Jürg Baur, Bernhard Krol und Harald Genzmer zur Uraufführung.
Stevens veröffentlichte als Musikwissenschaftler unter anderem Aufsätze zum Orgelwerk von Franz Liszt und von Felix Mendelssohn Bartholdy und ist außerdem auch als Komponist hervorgetreten. Zu seinen Werken gehören Klaviermusik, Kammermusik, Musik für Orgel plus Instrument(e), zwei Messen und Lieder.
2025 wurde ihm der Kulturpreis der Stadt Bottrop zuerkannt.